# Die Volkszählung zu Bethlehem
Die Volkszählung zu Bethlehem ist ein 1566 entstandenes Werk Pieter Bruegels des Älteren. Das 115,5 cm × 164,5 cm messende Ölgemälde auf Eichenholz zeigt die Ankunft der Heiligen Familie in Bethlehem. Es befindet sich in den Königlichen Museen der Schönen Künste in Brüssel.

## Inhalt
Der Betrachter blickt von einem erhöhten Standpunkt auf ein winterliches flämisches Dorf. Die Sonne geht gerade unter, und vor einem Eckhaus vorne links hat sich eine Menschenmenge eingefunden. Weitere sind auf dem Weg dorthin, darunter auch Josef und Maria, die wie alles andere Volk dargestellt sind, abgesehen davon, dass Maria einen Esel als Reittier nutzt. Vor dem Eckhaus wird ein Schwein geschlachtet und ein anderes herbeigebracht. Die Dorfbewohner lassen sich auch sonst nicht beirren und gehen ihren gewohnten Tätigkeiten nach: In der rechten oberen Bildhälfte wird eine Hütte gebaut, Kinder liefern sich eine Schneeballschlacht und vergnügen sich auf dem Eis. Spielgeräte sind Gleitdornschlitten und Eiskreisel. An einem hohlen, abgestorbenen Baum hängt ein Wirtshausschild mit einem Schwan. Davor wird aus einem Fass ausgeschenkt. Links oben stehen eine massive Kirche, dann Wohnhäuser und rechts oben Ruinen. Auf dem zugefrorenen Fluss links oben sind Sackträger unterwegs, die sich mit Stöcken abstützen.

## Aufbau
Der breit angelegte Dorfplatz wird links durch das Eckhaus perspektivisch erschlossen. Von dort verläuft eine Achse bis zu der Ruine rechts oben. Diese Achse wird nach dem Eckhaus diagonal geöffnet. Eine zweite, schwächere Blickachse verläuft von dort zu der Kirche links oben. Der Schwerpunkt ist von der Mitte weg zum Eckhaus links gerückt, diese „bewusste Störung des Gleichgewichts“ ist ein manieristisches Prinzip, das Bruegel häufig anwandte, dazugehört auch das Verbergen des eigentlichen Geschehens in einer Überzahl von Nebensächlichkeiten. Die Vertikalen der Bäume bilden, wie in den Jägern im Schnee, ein Gegengewicht zu den Diagonalen, ebenso wie dort ist auch hier der Horizont hoch angesetzt.

## Deutung
Das Bildthema ist die Volkszählung zu Bethlehem aus dem Lukasevangelium (Lk 2,1 ). Bruegel verlegt das Geschehen jedoch komplett in seine Zeit und Heimat. Das Eckhaus links ist ein Wirtshaus, erkennbar an dem grünen Kranz und einem an der Wand hängenden Krug. Hier werden im Auftrag der spanischen Zentralregierung Steuern eingehoben: Ein Aushängeschild an der Fassade rechts des „Schalters“ zeigt den Habsburger Doppeladler mit Kaiserkrone und Kette des Ordens vom Goldenen Vlies. Eine der versammelten Personen trägt einen orangefarben-schwarz gestreiften Mantel und ist offensichtlich von weither angereist: Eine solche Figur ist auch in einem anderen Gemälde Bruegels, der Predigt Johannes des Täufers zu sehen. Maria ist an ihrem altertümlichen blauen Mantel zu erkennen, sie trägt einen Korb vor sich, ihr Reittier ist ein Esel. Josef geht voran und führt Ochse und Esel zum Wirtshaus. Er trägt als Zimmermann den Bohrer am Gürtel und eine Säge geschultert. Rechts unten, über das Eis, kommt ein weiteres Paar mit Säugling. Aus dem Evangelium geht übrigens nicht hervor, ob Jesus bei der Volkszählung bereits geboren war, also mitgezählt wurde oder nicht.
Auf Kalenderbildern für den Monat Dezember war es schon lange vor Bruegel üblich, eine Schweineschlachtung darzustellen. Hier kniet der Mann auf dem Hals des Schweines, während die Frau mit einer langstieligen Pfanne das Schweineblut auffängt. Das Stroh dient zum Abflammen (Sengen) der Borsten. Das Abflammen ist auch auf einem anderen Wintergemälde Bruegels, den Jägern im Schnee zu sehen.

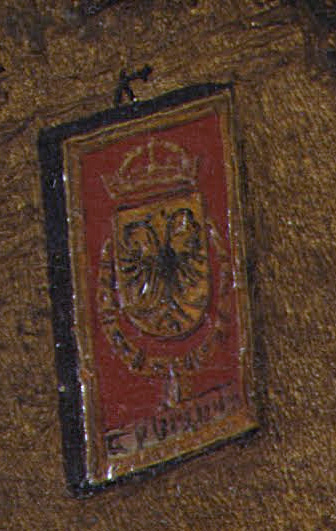
Aushängeschild mit Doppeladler
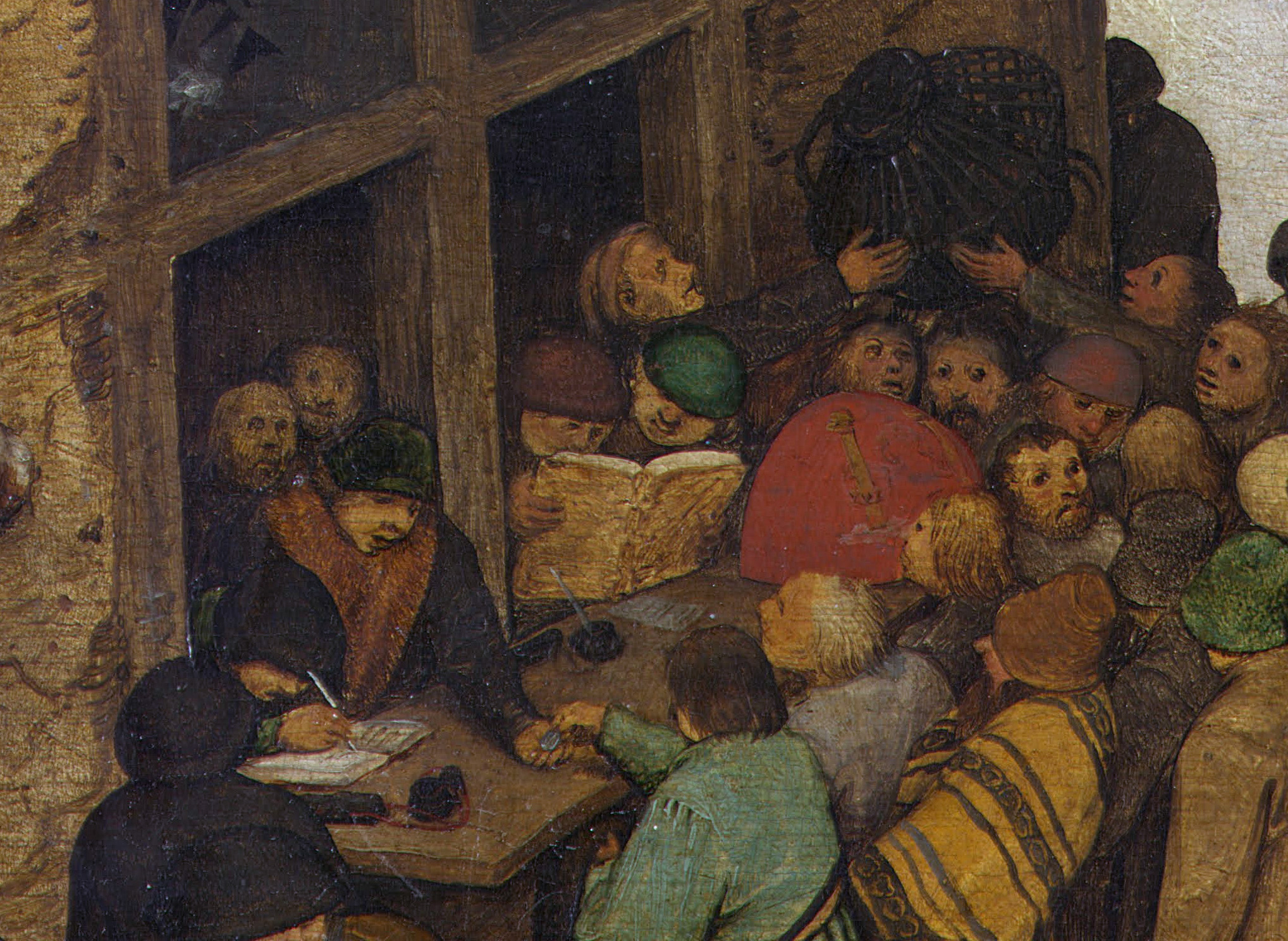
Steuereinnehmer
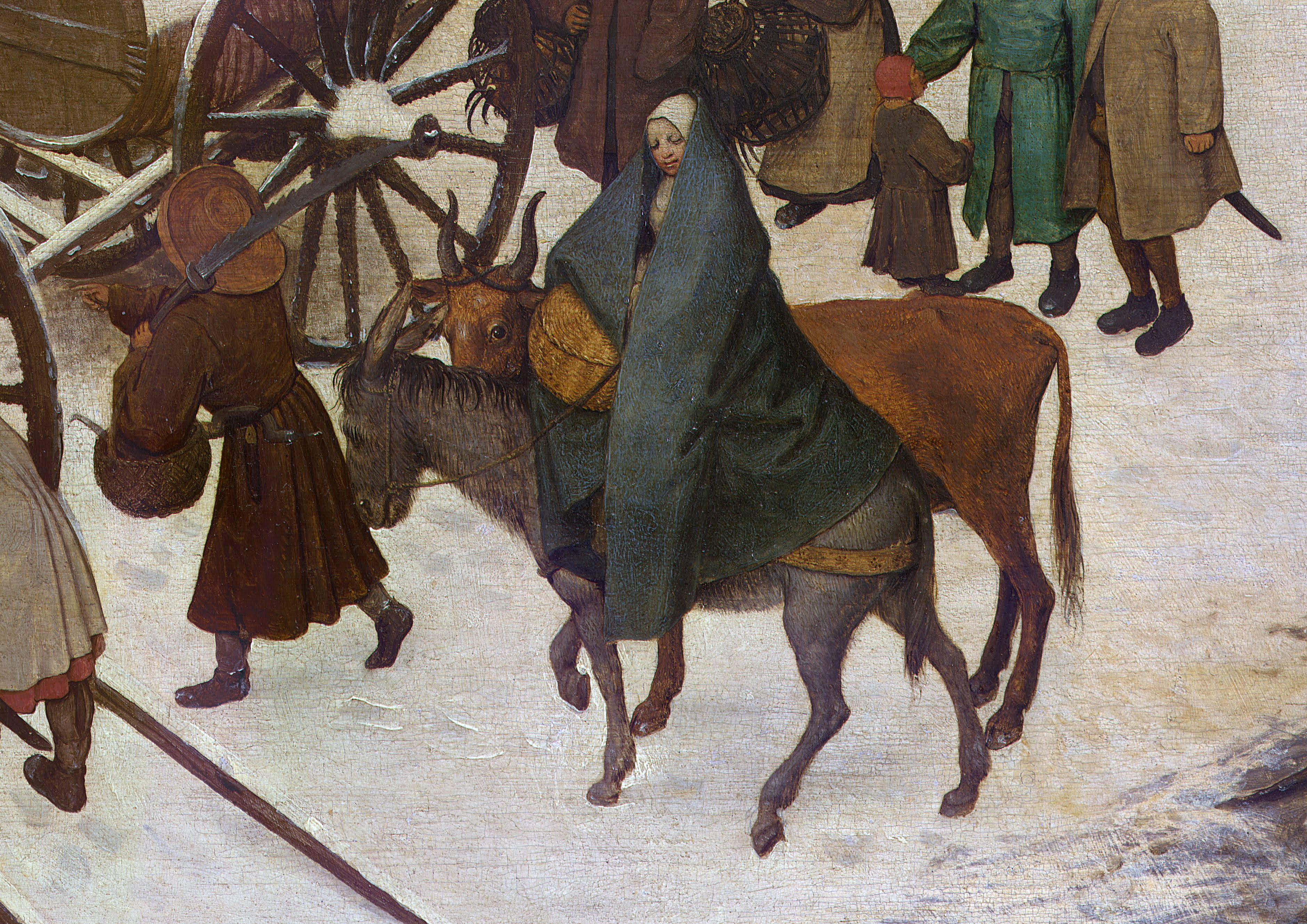
Maria und Josef
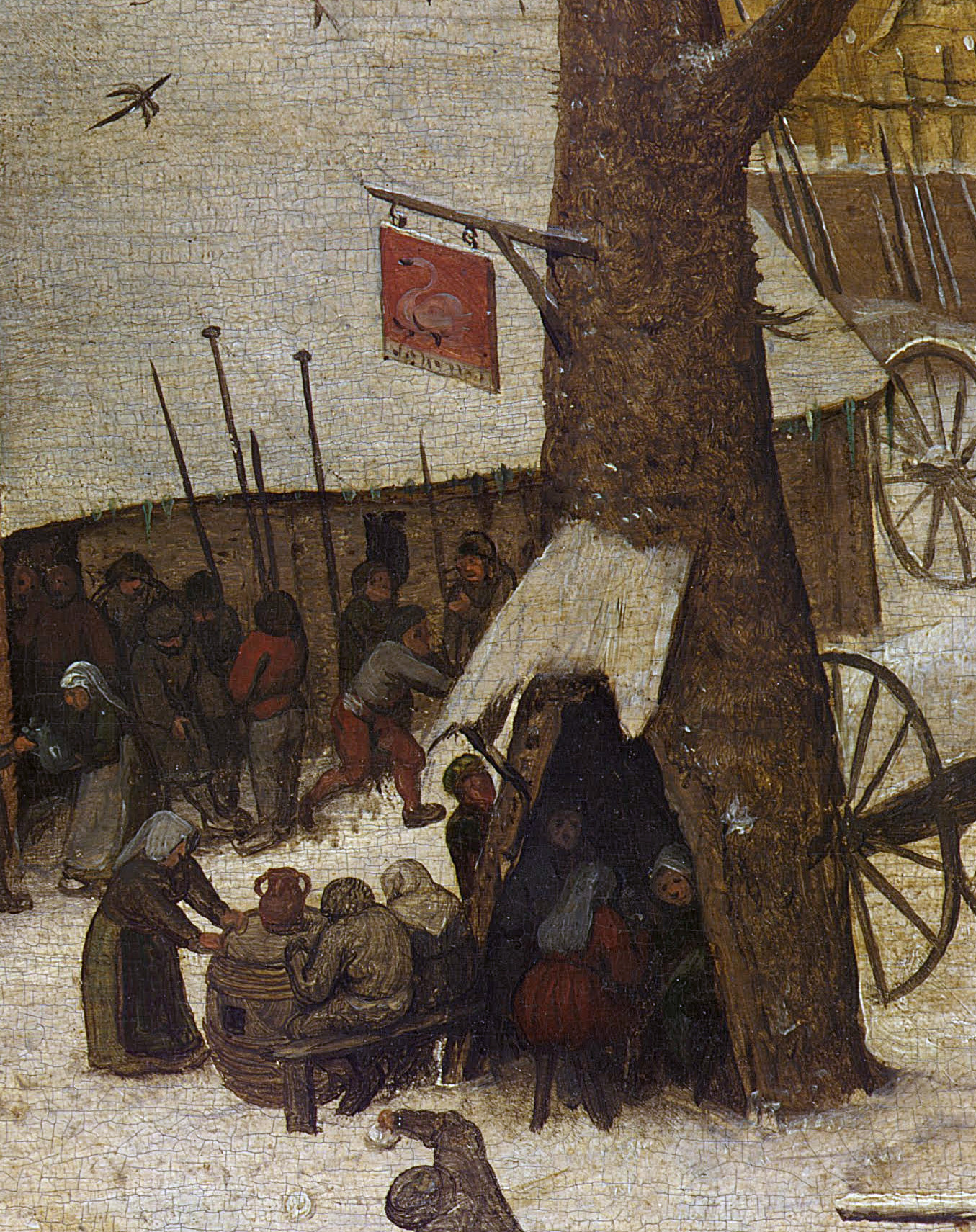
Behelfsmäßiger Ausschank in einem hohlen Baum
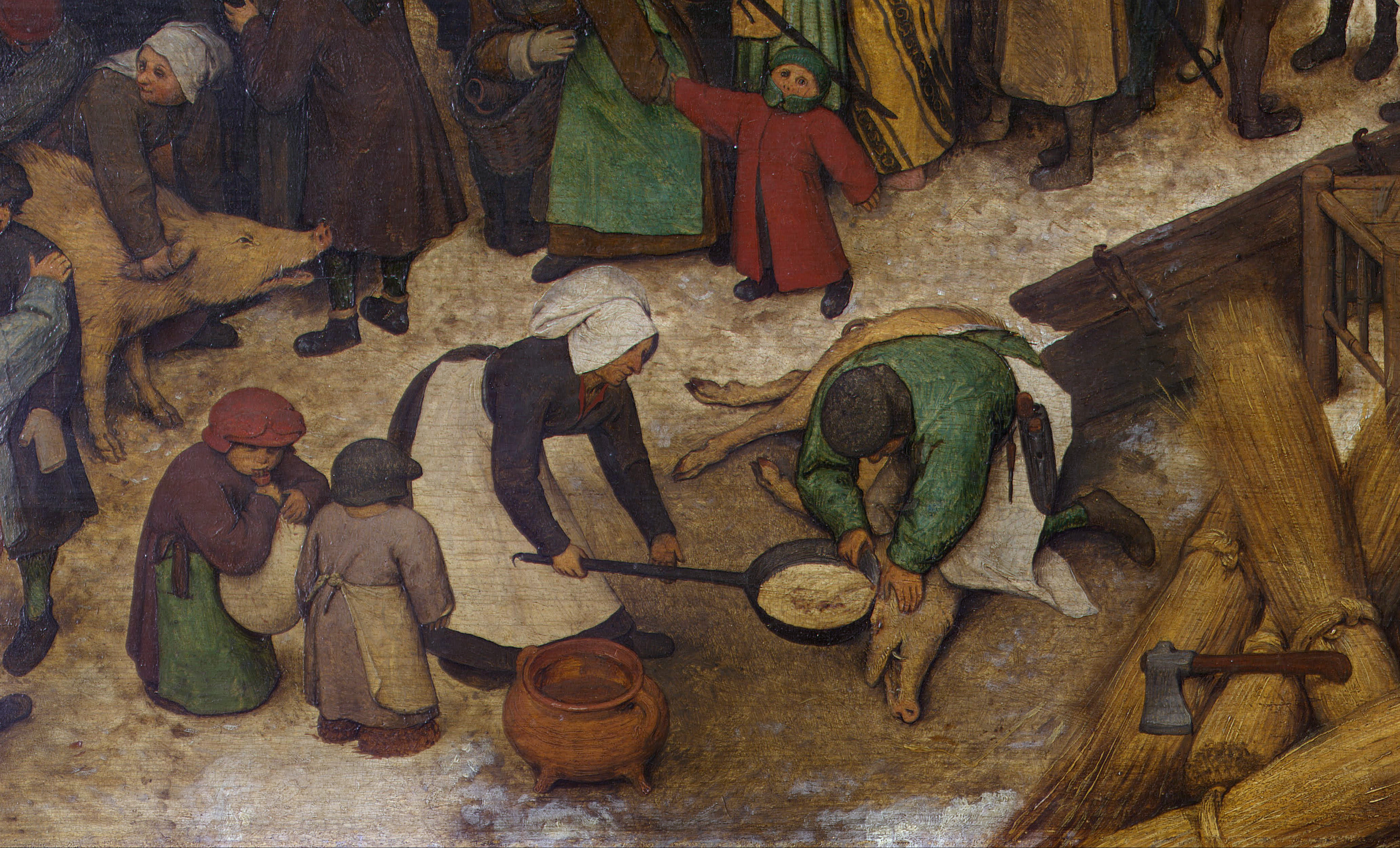
Die Schweineschlachtung

## Bilddaten und Provenienz

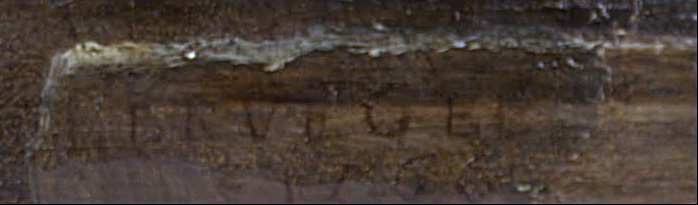
Signatur in der rechten unteren Ecke

Das Bild ist signiert und auf 1566 datiert. Die Maße der Ölmalerei auf Eichenholz sind 115,5 × 163,5. Es befand sich ursprünglich in der Sammlung Van Colen de Bouchout in Antwerpen. Ob die seit 1540/42 dort niedergelassene Familie das Gemälde auch in Auftrag gab, lässt sich nicht nachweisen. Später gelangte es in die Sammlung Edmond Huybrecht, Antwerpen. Von dort ersteigerte es 1902 das Koninklijke Musea voor Schone Kunsten van België.

## Rezeption
Es gibt zwölf zwischen 1600 und 1610 entstandene Kopien, die meisten stammen von Pieter Brueghel dem Jüngeren. In Alfred Stevens Bild „Das Atelier“ (1869) hängt eine dieser Kopien im Hintergrund an der Wand.
Im Krippenmuseum ArsKRIPPANA (früher Krippana), Losheim/Eifel, ist Die Volkszählung zu Bethlehem als 3-dimensionaler Nachbau ausgestellt. Die Künstlerin ist die Münchnerin Martina Singer. Die Ausstellung gehört zum Ardenner Cultur Boulevard. Der Nachbau war zuvor im Bayerischen Nationalmuseum in München zu sehen.

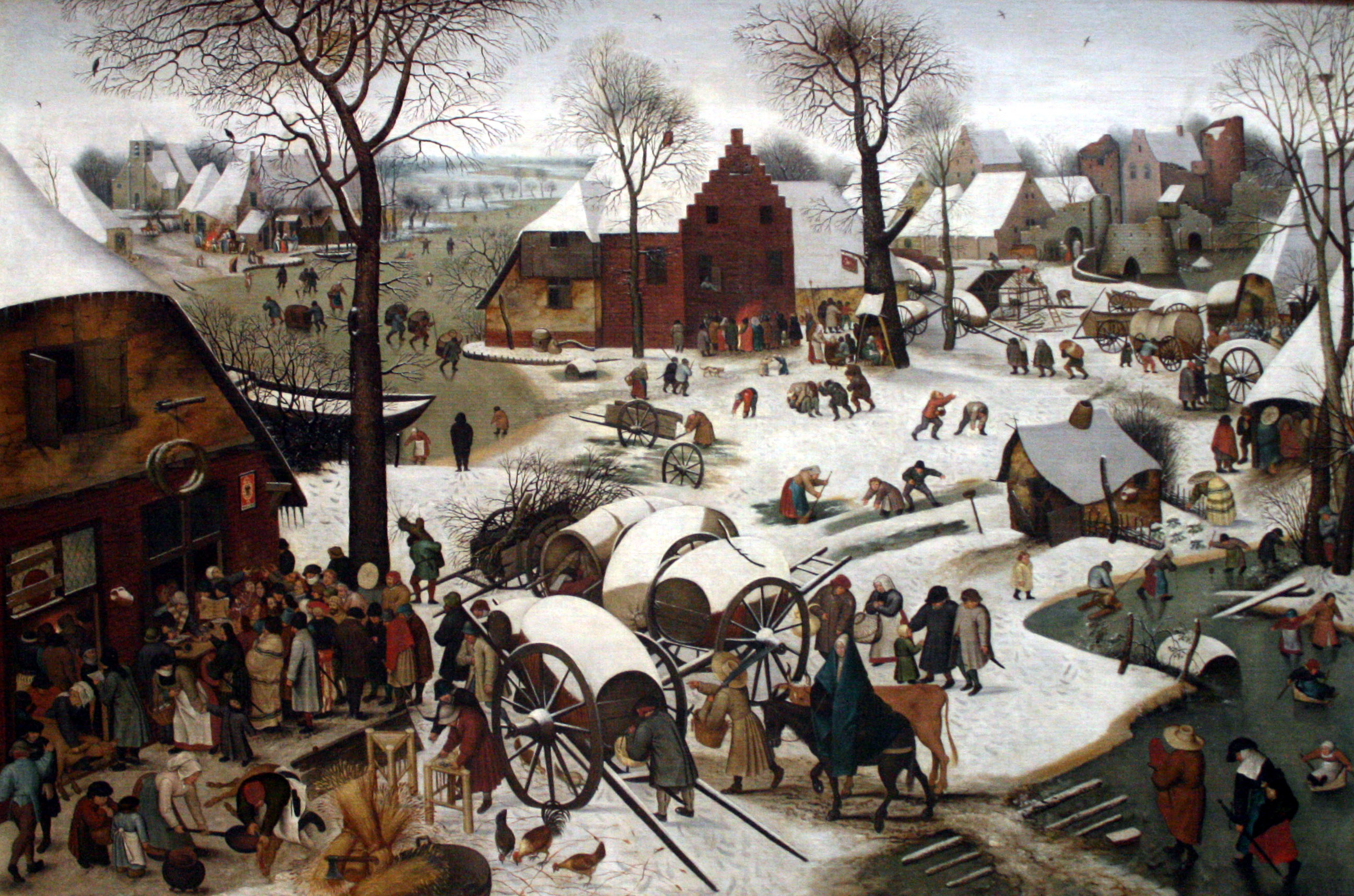
Eine der Kopien Pieter Brueghels des Jüngeren
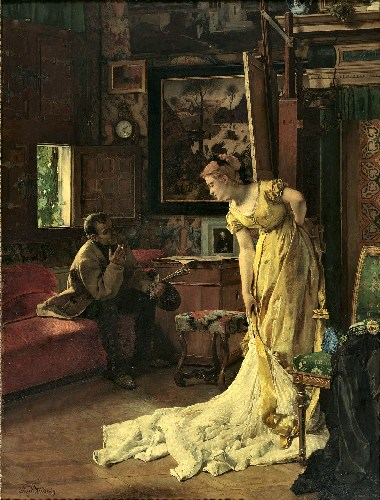
Das Atelier (Alfred Stevens)